# Zenildo de Lucena
Zenildo Gonzaga Zoroastro de Lucena GCMM (São Bento do Una, 2 de janeiro de 1930 — Rio de Janeiro, 26 de março de 2017) foi um General de Exército brasileiro, que exerceu o cargo de Ministro do Exército entre 1992 e 1999, sendo o último a ser ministro do Exército antes da extinção deste e posterior criação do Ministério da Defesa.

## Carreira Militar

### Oficial
Zenildo nasceu em São Bento do Una, município localizado no Agreste Pernambucano, filho da professora Maria Augusta Siqueira de Lucena e do servidor público José Higino Homem de Lucena.
Ingressou na Academia Militar das Agulhas Negras (AMAN) em 1948, sendo declarado Aspirante-a-Oficial da Arma de Cavalaria em dezembro de 1950.
Foi o primeiro colocado de sua turma de cavalaria na Escola de Aperfeiçoamento de Oficiais (EsAO) e também de sua turma da Escola de Comando e Estado-Maior do Exército (ECEME). Em função desses resultados escolares, foi condecorado com a Medalha Marechal Hermes de prata dourada com duas coroas.[carece de fontes?]
Era ligado aos setores mais nacionalistas do Exército e integrou um grupo de oficiais que apoiou a indicação do General Albuquerque Lima para suceder o General Artur da Costa e Silva, na Presidência da República. O objetivo do grupo era evitar a indicação do General Emílio Garrastazu Médici, que, no entanto, acabou sendo eleito pelo Congresso Nacional em 25 de outubro de 1969.
Como coronel, comandou o 2º Regimento de Cavalaria de Guardas, no Rio de Janeiro e, entre 1978 e 1979, a Escola Preparatória de Cadetes do Exército (EsPCEx), em Campinas, entre 18 de fevereiro de 1978 e 23 de junho de 1979.

### Oficial General
Foi promovido a General-de-Brigada em 31 de março de 1983 e comandou a da 11.ª Brigada de Infantaria Blindada, também em Campinas, no período de 5 de maio desse ano a 14 de janeiro de 1985.
Entre 25 de janeiro de 1985 e 27 de janeiro de 1987, comandou a Escola de Comando e Estado-Maior do Exército.
Em seguida, foi Chefe do Estado-Maior do II Exército, em São Paulo, de 3 de fevereiro a 24 de novembro de 1987. Em 25 de novembro deste mesmo ano foi promovido a General-de-Divisão.
Foi, também, Vice-Chefe do Estado-Maior do Exército, em Brasília, no período de setembro de 1989 a março de 1992.
Promovido a General de Exército em 31 de março de 1992, foi Chefe do Departamento-Geral do Pessoal, entre 2 de abril e 3 de agosto desse ano.
Em seguida, assumiu o Comandante Militar do Leste, no Rio de Janeiro, de 21 de agosto a 7 de outubro de 1992.
Admitido à Ordem do Mérito Militar, Zenildo foi promovido em julho de 1992 ao grau de Grã-Cruz.

## Ministro de Estado
Deixou o cargo no CML para assumir o Ministério do Exército em 9 de outubro de 1992. Permaneceu na função durante o governo do Presidente Itamar Franco e no primeiro mandato presidencial de Fernando Henrique Cardoso, até dezembro de 1998.
Quando assumiu o Ministério do Exército, quando a jovem democracia brasileira passava pelo seu primeiro teste de fogo. Fernando Collor, primeiro presidente eleito por voto direto desde 1960, havia sido afastado do cargo. A linha-dura farejou o vácuo de poder e voltou a se agitar nos quartéis. A conspiração foi cortada na raiz. O general Zenildo enquadrou os golpistas, exigiu respeito à hierarquia e garantiu o apoio da caserna ao novo governo de Itamar Franco.

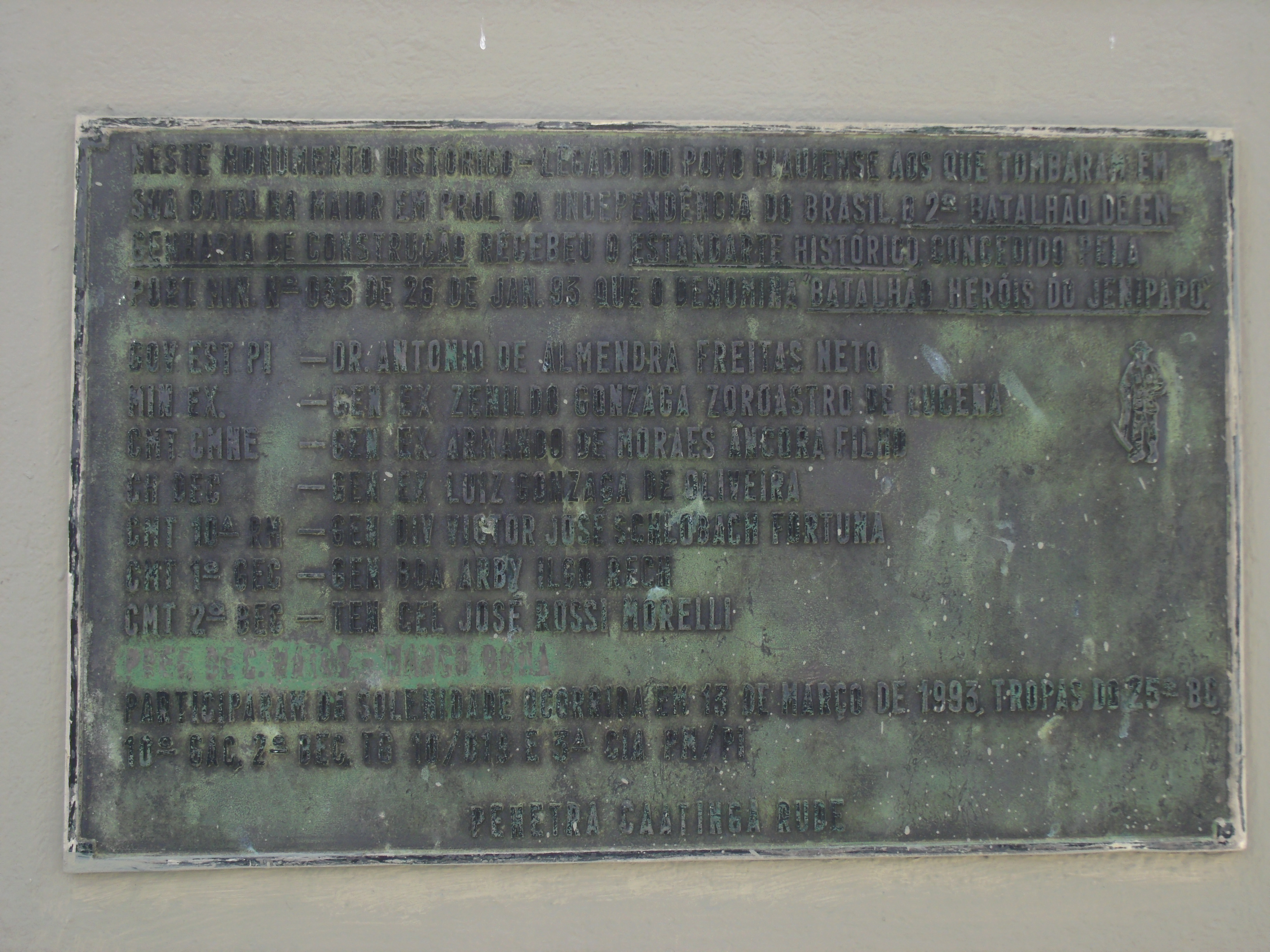
Placa de 1993 com o nome do ministro Zenildo de Lucena no local da Batalha do Jenipapo, uma das lutas pela independência do Brasil.

Sua atuação firme foi reconhecida, e ele permaneceu no cargo após a posse de Fernando Henrique Cardoso. No governo tucano, Zenildo voltou a demonstrar talento para controlar crises. Deu aval à Lei dos Desaparecidos Políticos e ao pagamento de indenizações a famílias de vítimas do regime militar. Apoiou a criação do Ministério da Defesa, que subordinou as três Forças à autoridade civil. No primeiro volume dos "Diários da Presidência", Fernando Henrique exaltou a competência e a lealdade do oficial. "É discreto, democrata, tem comando e tranquiliza a retaguarda do Exército", escreveu o ex-presidente.

## Vida após a passagem para a reserva
Depois de entregar o Ministério do Exército para o General Gleuber Vieira, passou a viver na cidade do Rio de Janeiro, onde morreu em 26 de março de 2017, aos 87 anos.
Zenildo foi casado com Maria Edith Jourdan Lucena, com quem teve duas filhas, Valéria May e Renata Beatriz, e cinco netos.